# Madeleine Laliberté
Madeleine Laliberté, née le 22 décembre 1912 à Victoriaville et morte le 27 août 1998 à Québec, est une artiste peintre canadienne.

## Biographie
Madeleine Laliberté naît le 22 décembre 1912 à Victoriaville, Québec,. Fille de Wilfrid Laliberté et d'Alexandrine Bourbeau, elle est également la petite-fille de Désiré Olivier Bourbeau, l'un des fondateurs de Victoriaville et un homme d’affaires prospère. En 1932, elle commence ses études à l'École des beaux-arts de Québec auprès de Jean Paul Lemieux, Omer Parent et Lucien Martial. Elle se rend ensuite à Paris, où elle étudie à l'Académie de la Grande Chaumière et à l'atelier de Marcel Gromaire de 1937 à 1938.  
En 1941, elle présente avec Jean Soucy une exposition au Salon de l'École des beaux-arts de Québec. Plus tard, à New York, elle étudie avec Amédée Ozenfant de 1942 à 1944 et puise également dans le savoir de Fernand Léger. Pendant près de deux décennies, elle expose régulièrement son travail. Elle cesse de peindre en 1958, mais elle reprend son travail artistique dix ans plus tard. Laliberté meurt à Québec le 27 août 1998 à l'âge de 85 ans. 

## Expositions (sélection)
- 1941: Madeleine Laliberté et Jean Soucy, École des beaux-arts de Québec, Québec
- 1942:  Galerie Addison, Andover, Massachusetts
- 1947-1948: Canadian Womens Artists[6]

- 1947:  Eaton’s Gallery, Toronto
- 1951: Robert Pilot, V.P., R.C.A., Harold Beament, R.C.A., Madeleine Laliberté, Benoit East, Albert Rousseau, Musée du Québec, Québec
- 1956: Foyer duPalais Montcalm, Québec
- 1971: Rétrospective Madeleine Laliberté, Musée du Québec[6]

## Musées et collections publiques
- Musée d'art de Joliette
- Musée de Charlevoix
- Musée de la civilisation
- Musée de la Gaspésie
- Musée des beaux-arts du Canada[9]
- Musée Louis-Hémon
- Musée national des beaux-arts du Québec[10]
- Musée Pierre-Boucher
- Collections de l'Université Laval